# Kerkateskánd
Kerkateskánd là một thị trấn thuộc hạt Zala, Hungary. Thị trấn này có diện tích 8,94 km², dân số năm 2010 là 177 người, mật độ 20 người/km².